# Mitsutoshi Shimabukuro
Mitsutoshi Shimabukuro (島袋 光年 Shimabukuro Mitsutoshi?, nacido el 19 de mayo 1975 en Okinawa, Japón) es un mangaka japonés. Su debut como dibujante fue en 1996 en la revista Weekly Shōnen Jump recibiendo el premio Akatsuka por ser el mejor nuevo mangaka del año.[cita requerida]
Su serie más popular es Seikimatsu Leader den Takeshi! (世紀末リーダー伝たけし!?  "A Tale of a Leader in the End of the Century Takeshi!") (1997–2002, 24 volúmenes), obra por la cual ganó el 2001 el premio Shogakukan en la nominación a mejor manga infantil Su serie Toriko también fue publicada en la Weekly Shōnen Jump (2008-2016, 43 volúmenes).
En el año 2002, fue arrestado por el delito de violación de las leyes de prostitución infantil, incluyendo el pago de ¥80,000 a una menor de 16 años para tener sexo. Como resultado del arresto, Seikimatsu Leader Den Takeshi! fue cancelado por la Weekly Shōnen Jump.
Shimabukuro fue aprendiz y amigo de Eiichiro Oda, autor de One Piece.